# Microdalyella gilesi
Microdalyella gilesi är en plattmaskart. Microdalyella gilesi ingår i släktet Microdalyella, och familjen Dalyelliidae. Inga underarter finns listade.